# Annona foetida
Annona foetida Mart. – gatunek rośliny z rodziny flaszowcowatych (Annonaceae Juss.). Występuje naturalnie w Gujanie Francuskiej, Wenezueli, Kolumbii, Peru, północnej części Boliwii oraz w Brazylii (w stanach Acre, Amazonas, Amapá, Pará, Rondônia i Mato Grosso). 

## Morfologia
PokrójZimozielone drzewo dorastające do 7–12 m wysokości. Gałęzie mają kolor od pomarańczowoczerwonego do purpurowobrązowego. Młode pędy są owłosione.
LiścieMają odwrotnie owalnie lancetowaty kształt. Są mniej lub bardziej skórzaste. Nasada liścia jest klinowa lub ostrokątna. Wierzchołek jest ogoniasty.

## Biologia i ekologia
Rośnie w lasach. Występuje na terenach nizinnych.